# Triphyophyllum peltatum
Genre
Espèce
Classification APG II (2003)
Triphyophyllum peltatum (du grec tria « trois », phyo « croître » et phyllon « feuille », l'épithète peltatum, du grec pelte « bouclier » faisant référence à la forme de ses graines) est une espèce de plantes à fleurs de la famille des Dioncophyllaceae. C'est une plante carnivore tropicale que l'on rencontre en Afrique de l'ouest et du centre. Cette liane est la seule espèce du genre Triphyophyllum.

## Description
Petite plante de 60 centimètres, elle possède une tige vrillée sur le sommet, qui lui permet de s'accrocher à d'autres végétaux. Cette plante, mise de côté tant par les collectionneurs que les cultivateurs, a récemment été classée parmi les plantes carnivores (Bringmann 1998). En effet, les feuilles carnivores sont capables d'absorber certains acides aminés, dont la L-alanine. De plus, l'analyse de l'ADN du Triphyophyllum peltatum montre que celui-ci est très proche de ceux des droseracées (Mark Chase et al. de Kew)
Il est à noter que le caractère carnivore de cette plante n'apparait que lorsque la plante est assez grande (40 cm environ) et que la saison des pluies commence (forte humidité).

### Les feuilles
On distingue trois types de feuilles chez cette espèce (trimorphisme foliaire, comme le rappelle son nom Triphyophyllum) :
- Les feuilles des rameaux longs peuvent atteindre 20 cm de long, et 3 cm de large. Elles sont oblongues. Fines vers la tige, elles s'élargissent lorsqu'on va vers le bout de la feuille. On les reconnait par la présence de deux crochets, servant probablement à s'accrocher aux arbres voisins.
- Les feuilles des rameaux courts, oblongues arrondies, sont beaucoup plus longues que les précédentes. Elles peuvent atteindre 30 cm de long, et 6 cm de large.
- Les feuilles des ramilles stériles, sont des feuilles atrophiées et modifiées. En effet, le limbe de la feuille a disparu, ne laissant que la nervure centrale. C'est sur cette « feuille » que l'on trouve les glandes digestives, donnant le caractère carnivore de la plante.

### Le piège
Le piège fonctionne comme celui du byblis, ou de la droséra. De fines tiges sortent de la plante, recouverts de cils glanduleux. Ceux-ci, contrairement à la droséra, ne sont dotés d'aucun mouvement. Les insectes, attirés par le liquide qui ressemble à du nectar, viennent s'y coller. Ils sont ensuite digérés.

### Fleurs et graines
Les fleurs bisexuées sont blanches-orange et sont composées de 5 sépales, 5 pétales, 10 étamines et 1 ovaire.
Elle donne naissance à des fruits. Contrairement aux autres angiospermes, les graines sont éjectées du fruit avant que celui-ci ne soit mature
Les graines sont plates, en forme de disque, et peuvent atteindre 6 à 12 cm de diamètre. L'embryon est très petit, et le reste de la graine se compose d'une aile fine servant à planer lors de l'expulsion. C'est le même principe utilisé par les gymnospermes.

## Culture
La culture de Triphyophyllum peltatum est délicate, et encore peu répandue. Cependant, elle reste facile pour les collectionneurs de plantes tropicales.
Pour croitre, Triphyophyllum peltatum a besoin de :
- Humidité : 80-90 %
- Luminosité : très forte
- Température : 20 °C min, idéalement entre 25 et 35 °C.
- Substrat : composé de 50 % de tourbe blonde, et 50 % de perlite, ou sable non-calcaire.

Pour un amateur, il est déconseillé de cultiver cette plante avant d'avoir de bonnes connaissances dans le domaine des plantes tropicales.

### GenreTriphyophyllum
- (en) NCBI : Triphyophyllum (taxons inclus)
- (en) GRIN : genre Triphyophyllum  Airy Shaw (+liste d'espèces contenant des synonymes)

### EspèceTriphyophyllum peltatum
- (en) NCBI : Triphyophyllum peltatum (taxons inclus)
- (en) GRIN : espèce Triphyophyllum peltatum